# ワグネリアン
ワグネリアン（ヴァグネリアンとも。英:Wagnerian/独:Wagnerianer）は、ドイツの作曲家リヒャルト・ワーグナーの音楽に心酔している人々を指す。また、この「ワグネリアン」という語は一般的な英和辞典にも掲載されている。

## 概要
ワーグナーには熱狂的なファンが多数存在する。無論、他の人物にもそうしたことはあるわけだが、彼らのワーグナーへの傾倒ぶりは、信仰に近いものがあるという。ワーグナーを聴くためにバイロイト祝祭劇場に行くことを、しばしば「バイロイト詣で」と呼ぶのがひとつの証左である（もっとも、『パルジファル』は初演後長らく、ここ以外での演奏を禁止されていたため、多くの者がバイロイトへの旅を余儀なくされた）。ワグネリアンという言葉がネガティブな意味合いを持つに至った理由のひとつに、ワーグナーの反ユダヤ主義がある。
ワーグナー自身の反ユダヤ主義的傾向は生前から知られており（「音楽におけるユダヤ性」を参照）、さらにはアドルフ・ヒトラーがワグネリアンを自称したため、ワーグナー作品はヨーゼフ・ゲッベルスの発案によりナチスのプロパガンダに大いに利用されることとなった。例えばナチスのニュルンベルク党大会では『ニュルンベルクのマイスタージンガー』第1幕への前奏曲や『リエンツィ』序曲などのワーグナー作品が演奏され、ナチスの宣伝トーキー映画にはワーグナーの曲が多く使用されていた。
さらには、ワーグナーの義娘（息子ジークフリートの妻）ヴィニフレートは熱心なナチスの後援者にして信奉者であり、公私両面においてヒトラーと親しい関係を維持していた。
このような経緯のため、イスラエルでは建国以来長らくワーグナー作品の演奏や鑑賞がタブー視されてきた。ワグネリアンの中にはワーグナーとヒトラーの関係を認める者もいるが、あくまでワーグナーとヒトラーは無関係であり、ワーグナーの音楽自体は政治的意図を孕まない純粋な芸術だと主張する者も多く存在する。
このように、ワーグナー自身に対する評価としては、ワーグナーの人間的欠陥と作品の良否は別と考える者、人間的欠陥故に数々の作品を生み出したと考える者など、ワグネリアンにおいても数々の解釈があり、その一筋縄で理解しがたい点がワーグナーの魅力でもあり、イスラエルでのワーグナーの再考と議論は芸術の限界や可能性を表している。

## 著名なワグネリアン
ワーグナーは音楽界に限らず、文学・美術などあらゆる方面に多大な影響を与えており、その方面のワグネリアンも非常に多い。
- ルートヴィヒ2世
バイエルン国王。ワーグナーのパトロン。少年時代からワーグナーの心酔者であり、ワーグナーに対して莫大な経済的支援を行った。「世界をワーグナーオペラ化する」という構想の下、国財を投資してノイシュヴァンシュタイン城を建設する。城内にはワーグナーの楽劇に関する絵画が多数飾られている。城は現在、未完成[2]。
- フリードリヒ・ニーチェ
詳細はフリードリヒ・ニーチェ#ヴァーグナーへの心酔と決別を参照。青年時代は熱狂的なワグネリアンであり、『悲劇の誕生』などワーグナーのオペラに関する著作をいくつか書いていたが、後に理想像とかけ離れたワーグナーに対して嫌悪を感じるようになり、明確な反ワーグナーの立場に転じる。しかし、晩年のニーチェは「ワーグナーを愛していた」とたびたび言っていたという。いずれにせよ、ワーグナーがニーチェに与えた影響は哲学的にも大きい。
- シャルル・ボードレール
ワーグナーの音楽を「私の音楽」と同一化するなど、熱狂的なワグネリアンとして知られる。リストやベルリオーズらによって受容されていたとはいえ、フランスの芸術家で最初にワーグナーを称賛した人物とされており、メディアなどでも代表的なワグネリアンの一人として報じられる。
- アドルフ・ヒトラー
ナチスの党大会で毎回ワーグナーの音楽を使うなど、特に熱狂的なワグネリアンとして広く知られる。青年時代からすでにワーグナーのファンであり、食費を切り詰めてまでワーグナーのオペラを観に行ったという。『リエンツィ』に強く影響されて政治家を志したとされる（リエンツィ#『リエンツィ』とアドルフ・ヒトラー参照）。
チャールズ・チャップリンの映画『独裁者』にはヒトラーが好んでいた『ローエングリン』の第1幕前奏曲が作中で使用されている。
- トーマス・マン
小説『トリスタン』を発表するなど、ワグネリアンの代表者の一人として知られる。小説『ヴェルズングの血』などでワーグナーのライトモチーフを小説の参考にしており、同じくワーグナーを愛好する三島由紀夫にも間接的に影響を与えている。しかし、ワーグナーの音楽をプロパガンダなどに利用したナチスに対してはとても批判的であった。